# Манакін-короткокрил жовтий
Манакін-короткокрил жовтий (Manacus vitellinus) — вид горобцеподібних птахів родини манакінових (Pipridae).

## Поширення
Вид поширений у Панамі та на заході Колумбії. Мешкає у густому підліску на узліссях вологих лісів, переважно нижче 1000 метрів над рівнем моря.

## Підвиди
- Manacus vitellinus vitellinus (Gould, 1843) — Панама (на схід від Бокас-дель-Торо) і північно-західна Колумбія.
- Manacus vitellinus amitinus Wetmore, 1959 — острів Ескудо-де-Верагуас.
- Manacus vitellinus milleri Chapman, 1915 — північна Колумбія.
- Manacus vitellinus viridiventris Griscom, 1929 — західна Колумбія на захід від західних Анд.